# Robert Adams (attore)
Robert Adams, nato Wilfred Robert Adams (Georgetown, 1906 – Georgetown, 1965), è stato un attore britannico.
È stato fondatore e direttore del Negro Repertory Arts Theatre, una delle prime compagnie teatrali in Gran Bretagna formata da attori all black professionisti e fu il primo attore nero ad apparire alla tv britannica in Theatre Parade nel 1937. Fu anche il primo nero a recitare un ruolo shakespeariano in tv (il principe marocchino ne Il mercante di Venezia nel 1947).

## Biografia
(Wilfred) Robert Adams, figlio di un costruttore di barche, nacque nella Guyana Britannica (attuale Guyana), a Georgetown. Nel 1920, vinse una borsa di studio che gli permise di laurearsi ad honorem. Lavorò come insegnante e, nel contempo, recitava e produceva spettacoli amatoriali. Recatosi a Londra, volle mettere a frutto queste sue esperienze da dilettante tentando la carriera professionistica. Nella capitale britannica, per vivere, fece l'operaio ma anche il lottatore. Conosciuto con il soprannome di Black Eagle, arrivò a diventare campione dei pesi massimi dell'impero britannico. Nel 1931, fu uno dei membri fondatori della Harold Moody's League of Coloured Peoples, un'organizzazione per i diritti civili che, nata per difendere i diritti dei neri nel Regno Unito, si espanse in altri paesi, rivendicando i diritti di diverse minoranze, come quella ebraica durante il nazismo.

## Filmografia

### Cinema
- Bozambo, il gigante nero (Sanders of the River), regia di Zoltán Korda (1935)
- Midshipman Easy, regia di Carol Reed (1935)
- The Common Round, regia di Stephen Harrison (1936)
- Song of Freedom, regia di J. Elder Wills (1936)
- King Solomon's Mines, regia di Robert Stevenson (1937)
- Old Bones of the River, regia di Marcel Varnel (1938)
- It Happened One Sunday, regia di Carl Lamac (1944)
- Dreaming, regia di John Baxter (1945)
- Cesare e Cleopatra (Caesar and Cleopatra), regia di Gabriel Pascal (1945)
- Uomini di due mondi (Men of Two Worlds), regia di Thorold Dickinson (1946)
- Follow the Sun, regia di Sidney Lanfield (1951)
- Old Mother Riley's Jungle Treasure, regia di Maclean Rogers (1951)
- Zaffiro nero (Sapphire), regia di Basil Dearden (1959)
- Giungla di cemento (The Criminal), regia di Joseph Losey (1960)

### Televisione
- Deirdre – film TV (1938)
- The Emperor Jones – film TV (1938)
- All God's Chillun' Got Wings – film TV
- The Merchant of Venice, regia di George More O'Ferrall – film tv (1947)
- BBC Sunday-Night Theatre
- The Vise
- Jo's Boys
- The Hill – film TV (1959)
- Nick of the River
- ITV Television Playhouse
- Epilogue to Capricorn
- ITV Play of the Week